# Khao Phansa
Khao Phansa (thailändisch เข้าพรรษา [kʰâo-pʰan-sǎː], wörtlich „die Regenzeit beginnen“) ist ein buddhistischer Feiertag in Thailand. Es ist der erste Tag der dreimonatigen Regenzeitklausur (Pāli vasso, Sanskrit varṣaḥ, etwa: „Regen“), während der die Mönche in ihren Tempeln bleiben. Diese Zeit wird auch buddhistische Fastenzeit (engl.: Buddhist Lent) genannt, was aber nicht ganz korrekt ist, da nicht speziell gefastet wird. Im Allgemeinen ist dies die Zeit, während der junge Männer für eine begrenzte Zeit ins Kloster gehen. Entsprechend finden zu Beginn des Fastenmonats überall Ordinationsfeierlichkeiten statt. Die Tradition ist besonders im Theravada-Buddhismus verbreitet.
Grund dieser Regenzeitklausur: Schon zu den Zeiten des Buddha hatte es sich eingebürgert, dass die „heiligen Männer“ für drei Monate auf das Umherwandern verzichten sollten, da zu dieser Zeit auf den Felder die junge Saat sprießt. Um nun die Schößlinge nicht zu zertreten, legte der Buddha fest, dass die Mönche während der Regenzeit außer in Ausnahmefällen den Tempel nicht verlassen dürfen und nicht mehr als sieben Nächte in Folge außerhalb des Tempels verbringen sollen.
Die Klausur beginnt am ersten Tag des abnehmenden Mondes des achten Monats im thailändischen Lunisolarkalenders, im Gregorianischen Kalender variiert das genaue Datum von Jahr zu Jahr, so war Khao Phansa im Jahr 2017 am 9. Juli. Am Vortag wurde Asalha Puja gefeiert. Die Gläubigen spenden den Tempeln Kerzen, die mitunter die Größe von zwei Metern erreichen können und als „Geschenk des Licht“ bezeichnet werden. Diese Kerzen brennen dann während der gesamten Regenzeit und sind ein Symbol für das Studium der heiligen Schriften in der Regenzeit.
Weitere Festlichkeiten zu diesem Tag:
- Der Smaragd-Buddha im Wat Phra Kaeo in Bangkok bekommt ein neues Gewand: traditionell ersetzt der thailändische König das leichte Sommerzeit-Gewand durch die Regenzeit-Robe.
- Im Wat Phra Phutthabat Woramahawihan, dem Schrein des Heiligen Fußabdrucks bei Saraburi wird das „Tak Bat Dok Mai“-Festival (Thai: ประเพณี ตักบาตรดอกไม้, etwa: Blumenopfer an die Mönche) gefeiert. Es ist die Blütezeit der Dok Khao Phansa, einer seltenen Pflanze, die etwas an den Krachai (eine Ingwer-Art) erinnert mit Blüten in weiß und gelb mit violetten Streifen. Sie wächst in den Bergen rund um den Tempel. Diese Blume wird Mönchen und Novizen dargebracht, die in langen Prozessionen zum Fußabdruck hinaufpilgern.
- In Ubon Ratchathani findet das Kerzenfest (Thai: ประเพณีแห่เทียนพรรษา, engl.: Candle Festival) statt. Ein Festzug mit riesigen Kerzen und Wachsstatuen zieht durch die ganze Stadt, ein farbenprächtiges Ereignis!